# Joseph Van Hecken
Joseph Leonard Van Hecken, Jozef Van Hecken ou Josephus Van Hecken (chinois simplifié : 贺歌南 ; chinois traditionnel : 賀歌南 ; pinyin : hègēnán ; EFEO : Ho Ko-Nan), né le 18 septembre 1905 et décédé le 31 août 1988, est un missionnaire catholique scheutiste, mongoliste, sinologue et missiologue.

## Biographie
Il naît en Belgique le 18 septembre 1905. Il part pour la Chine le 4 septembre 1931.
Il y travaille de 1933 à 1937, en tant que directeur de l'école de l'église du bourg de Chengchuan (城川镇 / Boru balɡasu), Bannière avant d'Otog, dans la ville-préfecture d'Ordos, en Mongolie-Intérieure. Il y est également curé de 1941 à 1943, dans une paroisse où de nombreux autres Scheutistes, majoritairement belges, parfois néerlandais ont eu ce rôle entre 1874 et 1953.
En 1952, il part pour le Japon, puis les États-Unis, avant de revenir en Belgique pour y mourir le 31 août 1988.

## Œuvres

### Articles
- Joseph Van Hecken et C.I.C.M., « Une dispute entre deux bannières mongoles et le rôle joué par les missionnaires catholiques », Monumenta Serica > Journal of Oriental Studies, vol. 19, no 1,‎ 1960, p. 276-306 (DOI 10.1080/02549948.1960.11731002)
- Joseph L. Van Hecken, « Les Princes Borǰigia des Ordos depuis leur soumission aux Mandchous en 1635 jusqu'à leur disparition en 1951 », Central Asiatic Journal, Harrassowitz Verlag, vol. 16, no 2,‎ 1972, p. 132-155 (présentation en ligne)
- « Les Lamaseries D'otoγ (Ordos) », Monumenta Serica, Journal of Oriental Studies, vol. 22, no 1,‎ 1963 (DOI 10.1080/02549948.1963.11731031, présentation en ligne)

### Ouvrages
- Études mongoles : I. La Littérature mongole chrétienne. II. Les Travaux linguistiques, Schöneck/Beckenried, Neue Zeitschrift für Missionswissenschaft, 1947, 27 p. (OCLC 250707490)
- Joseph Leonard van Hecken, Les Missions chez les Mongols aux temps modernes, Peiping, Imprimerie des Lazaristes, Petang, 1949, 254 p. (OCLC 261544632).
- Les réductions catholiques du pays des Ordos : une méthode d'apostolat des missionnaires de Scheut, Schöneck/Beckenried, Administration der Neuen Zeitschrift für Missionswissenschaft, 1957, 102 p. (OCLC 3858397)
  - (compte rendu) : Emile Poulat, « Van Hecken (Joseph) Les Réductions catholiques du pays des Ordos. Une méthode d'apostolat des missionnaires de Scheut. », Archives de sociologie des religions, no 4,‎ 1957, p. 205-206 (lire en ligne)
  - Kenneth Scott Latourette, « Les Réductions catholiques du Pays des Ordos. by Joseph van Hecken », The Journal of Asian Studies, vol. 16, no 4,‎ août 1957 (ISSN 0021-9118, OCLC 5167868107, lire en ligne)
- Un siècle de vie catholique au Japon : 1859-1959, Tokyo, Committee of the Apostolate, 1960, 286 p. (OCLC 611901503)
- Documents mongols (Ordos), provenant des archives de la Mission catholique de Boro Balgasu, Mongolie intérieure, 1969 (OCLC 469565919)
- Bibliographie Antoine Mostaert, 1971 (OCLC 469562764)
- Proverbes, dictons et sentences mongols (Ordos), recueillis par feu Mgr. A. Bermyn CICM et mis en écriture phonétique avec traduction et explication, 1977 (OCLC 469562799)